# Mahindra & Mahindra

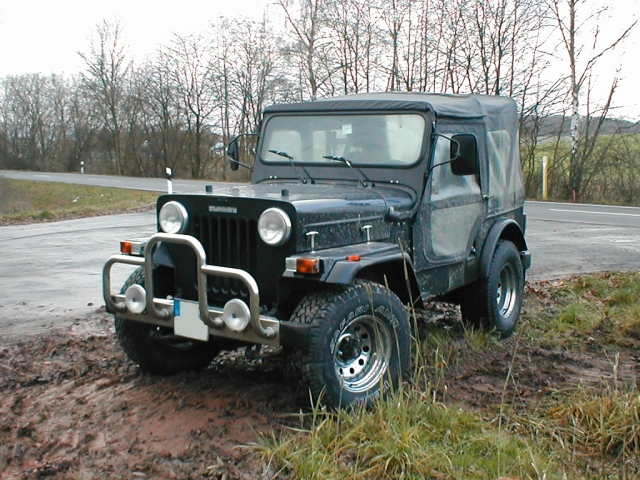
Jeep Mahindra

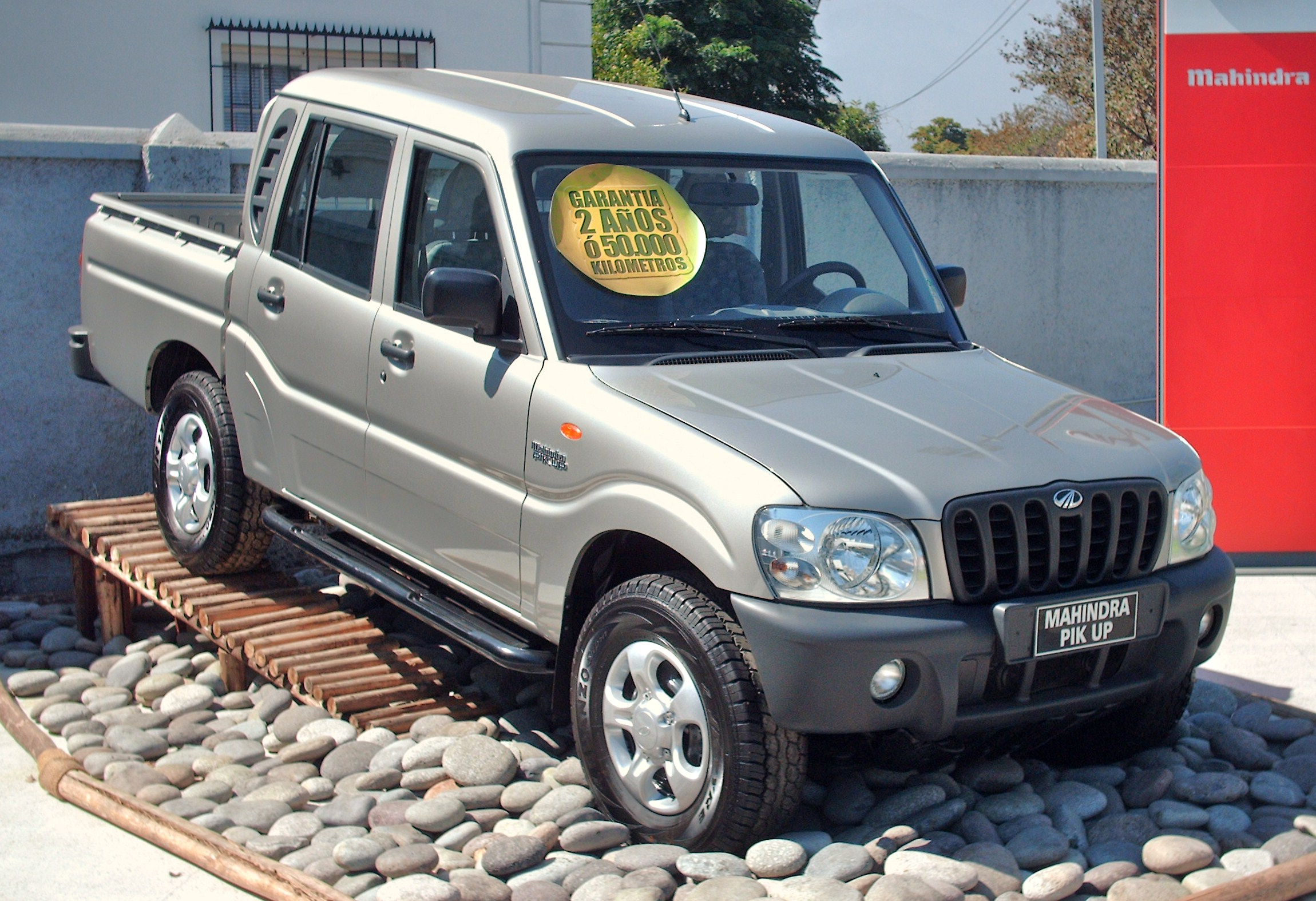
Una Mahindra Goa Pick-up

Mahindra & Mahindra Limited (M&M) è un grande produttore automobilistico indiano, facente parte del Mahindra Group.

## Storia
La compagnia nacque nel 1945 col nome di Mahindra & Mohammed e inizialmente commerciava acciaio con dei fornitori in Gran Bretagna e negli Stati Uniti. M&M incominciò ad assemblare fuoristrada (Jeep) nel 1947 espandendo la produzione con un alto livello di soddisfazione locale sotto la licenza della Kaiser e più tardi American Motors (AMC).
M&M presto entra nella produzione di trattori agricoli e veicoli leggeri commerciali. Si espande ulteriormente in molti altri importanti settori. La società si è ora trasformata in un gruppo per il mercato indiano e d'oltreoceano con una presenza nel campo dei veicoli, strumenti agricoli, IT (tramite la Tech Mahindra) e servizi finanziari correlati come lo sviluppo di infrastrutture.
Dal 2005, M&M divenne il più grande produttore di SUV in India. La società ha in seguito aperto un settore separato, il Mahindra Systems e Automotive Technologies (MSAT), per focalizzarsi sullo sviluppo di componenti e offrendo servizi ingegneristici. Ha inoltre firmato un accordo di collaborazione con la Renault per la commercializzazione sul mercato asiatico di autovetture di progettazione della casa francese, iniziando da quella che in Europa è conosciuta come Dacia Logan.
Alcuni dei modelli sono XUV500 (versioni a 2 e 4 ruote motrici, allestimenti W6 e W8, anche autocarro), Bolero e Goa (due fuoristrada in versione pick-up o SUV cinque porte), Genio (pick-up cabina singola o doppia cabina), Quanto con trazione posteriore o integrale e marce ridotte e la city car KUV100. La Mahindra ha manifestato nel tempo interessi per aziende automobilistiche occidentali come Jeep, Land Rover, Jaguar e Bertone.
Nel 2016 Mahindra ha acquistato Pininfarina SpA,  una carrozzeria italiana indipendente fondata e gestita dal 1930 dalla famiglia Pininfarina, che nel corso di tutti questi anni ha realizzatro automobili per costruttori di fama mondiale come Ferrari, Alfa Romeo, Peugeot, M&M, Fiat, GM, Lancia, Maserati e Hyundai.
Responsabile globale per il design dei prodotti M&M è il designer Indiano Pratap Bose, in precedenza Head of Design della concorrente Tata Motors.

## Il settore motociclistico
Dal 2008, con l'acquisizione della Kinetic Motor Company, Mahindra è entrata anche nel settore produttivo dei motoveicoli creando la nuova società Mahindra 2 wheelers.
La produzione di due ruote nel 2011 è incentrata su alcuni modelli di scooter e su un modello di motocicletta di piccola cilindrata.

## Competizioni
In seguito all'acquisizione della Kinetic, anche per far conoscere maggiormente il suo nome a livello internazionale, ha deciso di partecipare dal 2011 alle gare del motomondiale della classe 125 con il team Mahindra Racing, proseguendo poi nel campionato Moto3 che sostituì la classe precedente. Il 26 giugno 2016 ottiene la prima vittoria nel campionato Moto3 sul tracciato di Assen con il pilota italiano Francesco Bagnaia. Bagnaia ottiene un secondo successo a Sepang e chiude la stagione al quarto postoː miglior piazzamento finale per una pilota Mahindra. Nella stessa stagione John McPhee su di una MG30 rimarchiata Peugeot vince il Gran Premio della Repubblica Ceca.
Nel 2014 l'azienda entra nel campionato di Formula E con il team Mahindra Racing. Nell'E-Prix di Pechino 2015 ottiene il primo podio con Nick Heidfeld e all'E-Prix di Berlino 2017 la prima vittoria con Felix Rosenqvist.